# 新庄大桥
新庄大桥是中华人民共和国四川省攀枝花市的一座跨越金沙江的公路桥，位于西区格里坪镇新庄村和仁和区前进镇施家坪之间，连接了江北的苏铁东路（平江东路）和江南的金沙江大道西段（江南四路）。新庄大桥同时也是四川310省道的组成部分。
由于新庄大桥在三线建设时代被编号为3006桥，故而亦被称为〇六桥（读作“洞六桥”），目前新庄大桥和〇六桥这两个名称均被广泛使用。中华人民共和国邮电部曾于1978年11月1日发行一套五张《公路拱桥》特种邮票，其中第四张邮票以此桥为图案，下方文字为“川西六号桥”。

## 历史
攀枝花钢铁基地是国家三线建设重点新建项目，国家从1960年代中期开始投入巨资，并从全国抽调大量人员和物资参与基地建设，包括配套修建基础设施。1970年攀钢正式投产后，将向金沙江北岸的弄弄坪西渣场排放炉渣，占用北岸四川310省道原有的一段沿江道路。为此310省道需要改至渣场对岸，于是在渣场上游和下游分别诞生了新庄大桥（〇六桥）和荷花池大桥（〇五桥）。由于荷花池大桥下游4公里处已经建有渡口大桥可供跨越金沙江，故渣场上游的新庄大桥得以先行修建。新庄大桥于1970年10月动工，1972年底建成通车。

## 形制
新庄大桥由交通部规划设计院设计，交通部第四公路局第五工程处施工。大桥全长323.7米，桥面总宽15.5米，其中行车道宽10.5米，两侧人行道各宽2.5米。设计荷载为汽—18、拖—80。大桥主跨为146米钢筋混凝土箱形薄壁无铰拱，截面为等高单箱三室，是四川省第一座钢筋混凝土箱型拱特大桥。南北引桥均为钢筋混凝土筒支T型梁桥，其中南岸为二孔净跨20米直桥，北岸为二孔净跨20米直桥和三孔净跨17米弯桥。

## 维修
新庄大桥地处东西城区之间交通要道，受交通流量不断增长、超限运输以及830地震等因素影响，大桥出现病害。
- 2010年2月6日，新庄大桥被发现存在安全隐患，政府随后进行交通管制，对过桥车辆限高2米、限速15公里/小时通行，超高车辆从别处绕行。
- 2010年4月至5月，新庄大桥加固维修工程项目施工及监理招标[3][4]。
- 2010年7月1日，加固维修工程正式启动，主要对桥梁主拱圈拱顶粘碳纤维；拱脚、拱座外包砼加固补强；拱上排架立柱、更换桥面铺装。
- 2010年11月20日，大桥开始封闭断道施工，禁止一切车辆及行人通过，预计次年4月1日恢复通行[5]。
- 2011年4月20日，加固维修工程主体完工，21日零时起恢复通车。[6]

## 相邻道路
| 江北道路                  | 金沙江                                   | 江南道路                        |
| ------------------------- | ---------------------------------------- | ------------------------------- |
| 苏铁东路 曾用名：平江东路 | 新庄大桥 往格里坪镇新庄← →往仁和区施家坪 | 金沙江大道西段 曾用名：江南四路 |

## 公共汽车
新庄大桥虽为交通要道，但属荒僻路段，亦非旅游观光目标，公交线路仅有1条。
|            | 在此停靠的公交线路     |
| ---------- | ---------------------- |
| 新庄大桥站 | 2路（太平北路↔机场路） |

受新庄大桥封闭维修，以及随后附近其它桥梁封闭或限行维修的影响，公交线路曾多次被迫舍弃新庄大桥而改行别处，但随着2013年3月27日荷花池大桥维修加固工程完工并恢复通车，公交2路已经恢复经过新庄大桥。